# Zwarte mangrove
De zwarte mangrove (Avicennia germinans), in Suriname parwa, op Bonaire en Curaçao mangel blanku en op Aruba mangel preto genoemd, is een van de drie belangrijkste mangrove-soorten, samen met de witte mangrove en de rode.
De bladeren zijn tegenoverstaand en zijn dikwijls bedekt met zoutkristallen. De zaden zijn klein, 2–3 cm in diameter en lijken op afgeplatte bonen. Het wortelstelsel bestaat uit lange ondergrondse kabelwortels waaraan honderden luchtwortels ontspruiten die boven het oppervlak uitsteken. Deze luchtwortels zijn bezaaid met poriën die het wortelstelsel van zuurstof voorzien.
De boom komt voor aan de kusten van tropisch Amerika en West-Afrika.

## Uitbreiding van het verspreidingsgebied
Er zijn aanwijzingen dat de mangrove als gevolg van de klimaatverandering bezig is zijn verspreidingsgebied uit te breiden. In de staat Louisiana kwam de soort eerst alleen aan de uiterste zuidrand voor. Later werd hij ook verder noordelijk waargenomen, ten koste van soorten als Spartina alterniflora die daar het zoutmoeras beheersten.

## Zoutuitscheiding
In tegenstelling tot de rode mangrove heeft de zwarte zoutklieren op zijn bladeren. Ze zijn microscopisch klein en komen voor in kleine uithollingen in de epidermis van het bovenste bladoppervlak. Elke klier heeft 8-12 buitenste uitscheidingscellen, een steelcel daaronder en twee tot vier basale cellen ingesloten in een cuticulum. Er zijn aanwijzingen dat de zoutuitscheiding metabolisch is en niet een passieve filtratie zoals in de wortels van de rode mangrove. Er wordt waarschijnlijk met een energiebron zoals ATP een electrochemische potentiaal aangelegd die de ionen vanuit de cellen van het blad naar de kliercellen pompt.

## Belang voor de Surinaamse kust
In Suriname zijn Parwabossen erg belangrijk voor de stabilisering van een erg dynamische kust. In Saramacca is er bijvoorbeeld in de periode 1948-1992 80 km2 door aanslibbing bijgekomen, maar in Coronie eenzelfde hoeveelheid land afgekalfd. Als modderbanken hoog genoeg opslibben kan zich daar parwabos vestigen. Dan dempen de stammen en takken de golven en vergroot het dichte netwerk van ademwortels de ruwheid van de bodem waardoor de stroomsnelheid vermindert en er meer opslibbing komt. De groei van zwarte mangrove is dus een belangrijk mechanisme van kustbehoud en -aangroei. Hoewel de plant zout verdraagt, blijkt uit experimenten dat de zaailingen het best in zoet water kiemen en groeien. De plant bloeit ook beter in zoeter water en geeft dan meer honing. In de regentijd kan het water voldoende verzoeten in jong parwabos dat men er kwikwi kan vangen. De regentijd is gewoonlijk ook een tijd van "rust aan de kust" en daarmee een groeizame periode voor de mangroven. De groei hangt ook af van regelmatige afwisseling door de getijden. Overstroming door zeewater bij hoog tij is niet erg als er maar weer een eb volgt en de luchtwortels weer bloot komen om de wortels van zuurstof te voorzien. Groei in geblokkeerd brakwater is minder gunstig, maar wel mogelijk, zo lang de ademwortels erboven uit kunnen steken en in de droge tijd de saliniteit niet te hoog oploopt.

## Branden
Langs de kust van Suriname wordt Avicennia vaak door jagers in brand gestoken omdat eenden niets aan deze begroeiing hebben. In de reservaten blijven deze branden achterwege, wat nadelige gevolgen voor de eendenstand heeft.

## Het hout
De boom levert een zware, harde houtsoort (parwa) met een kleine bruin gekleurde kern. De rest is lichtpaars-grijs. Het hout is sterk en kan als fundering onder water gebruikt worden.

## Beeldgalerij

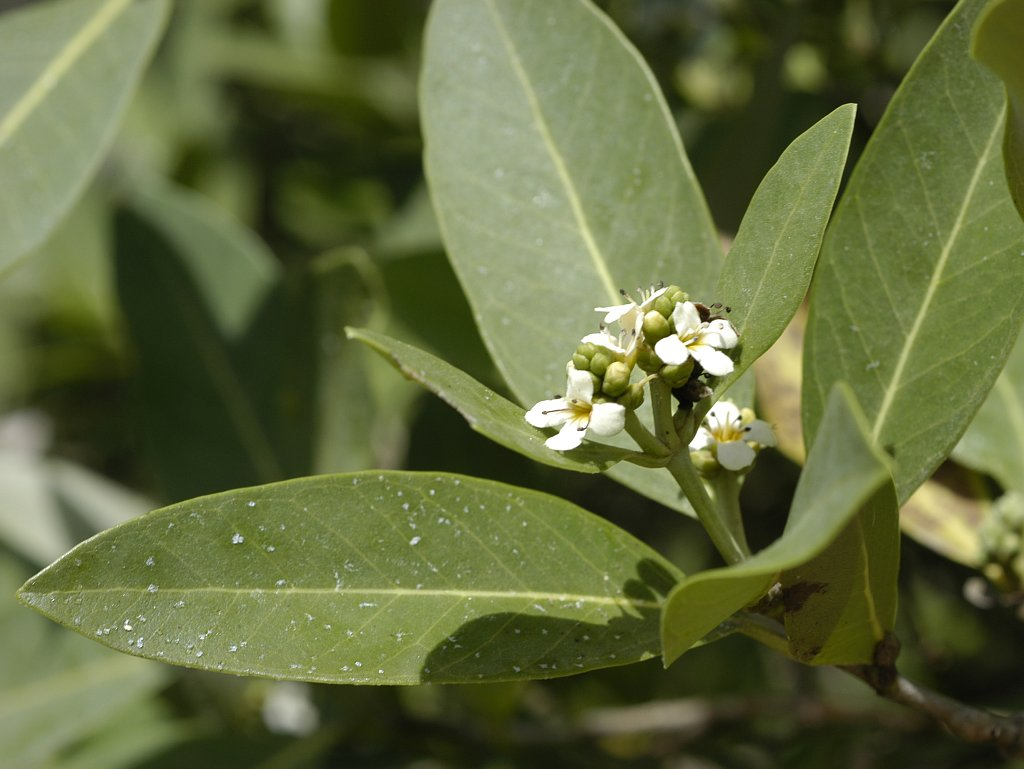
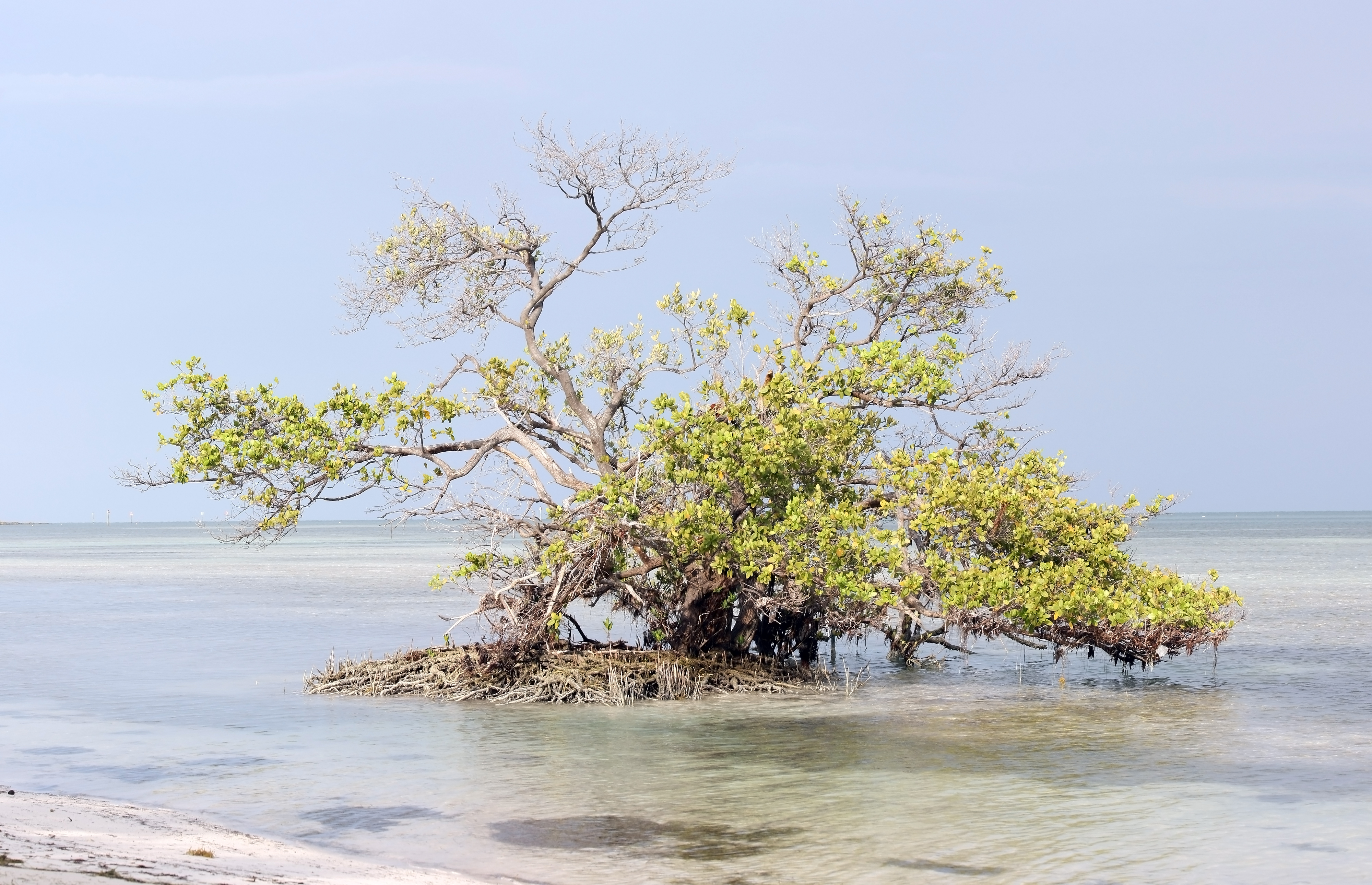
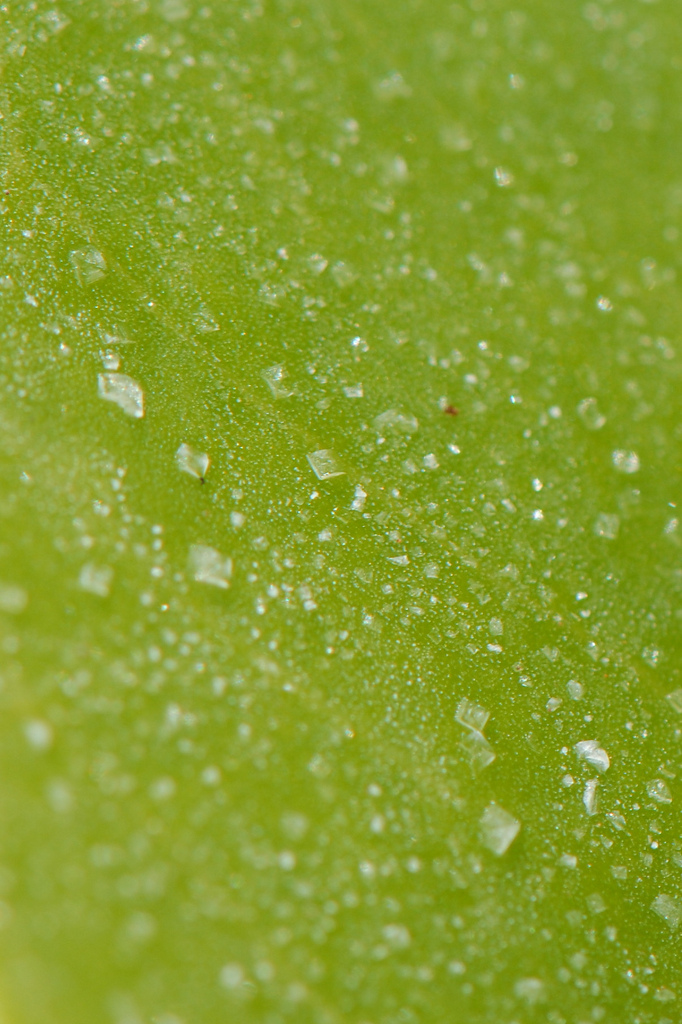
zwarte mangrove met uitgescheiden zoutkristallen
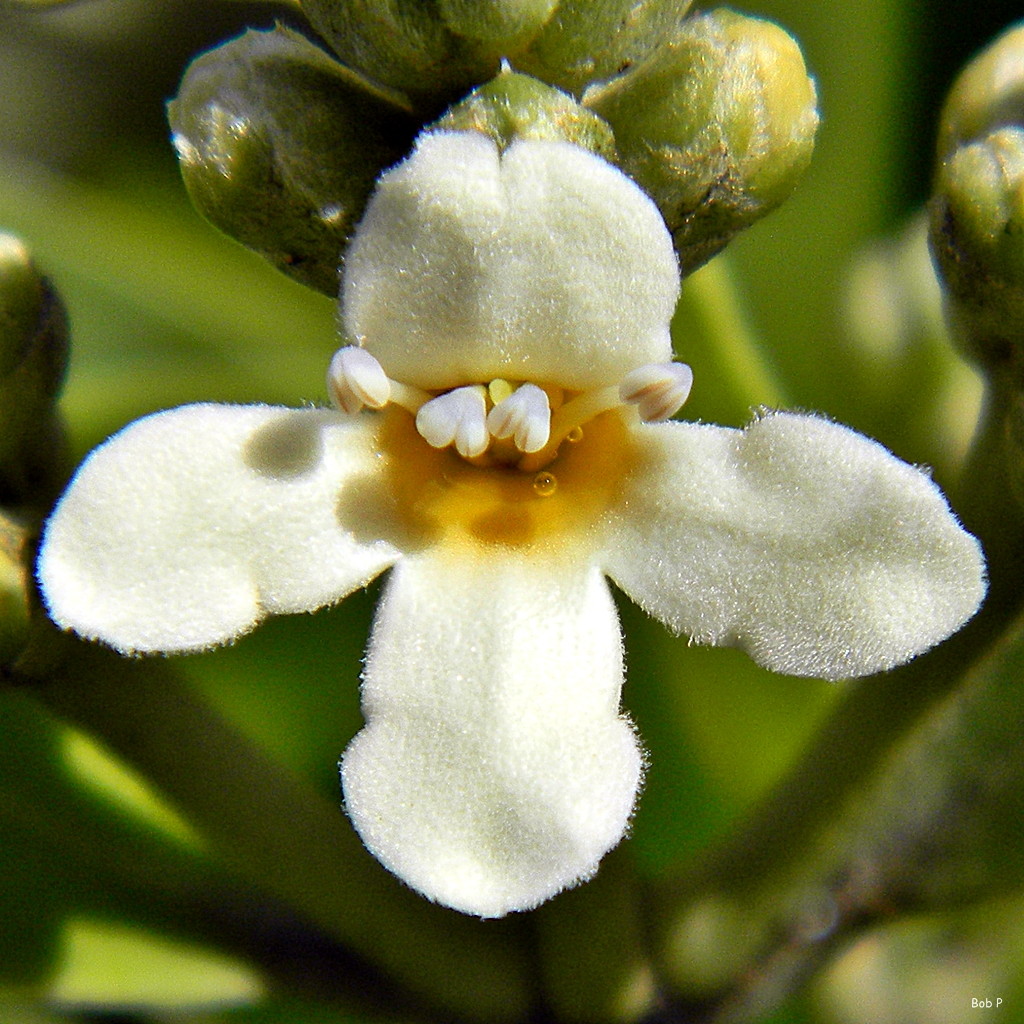
De bloemen van de zwarte mangrove
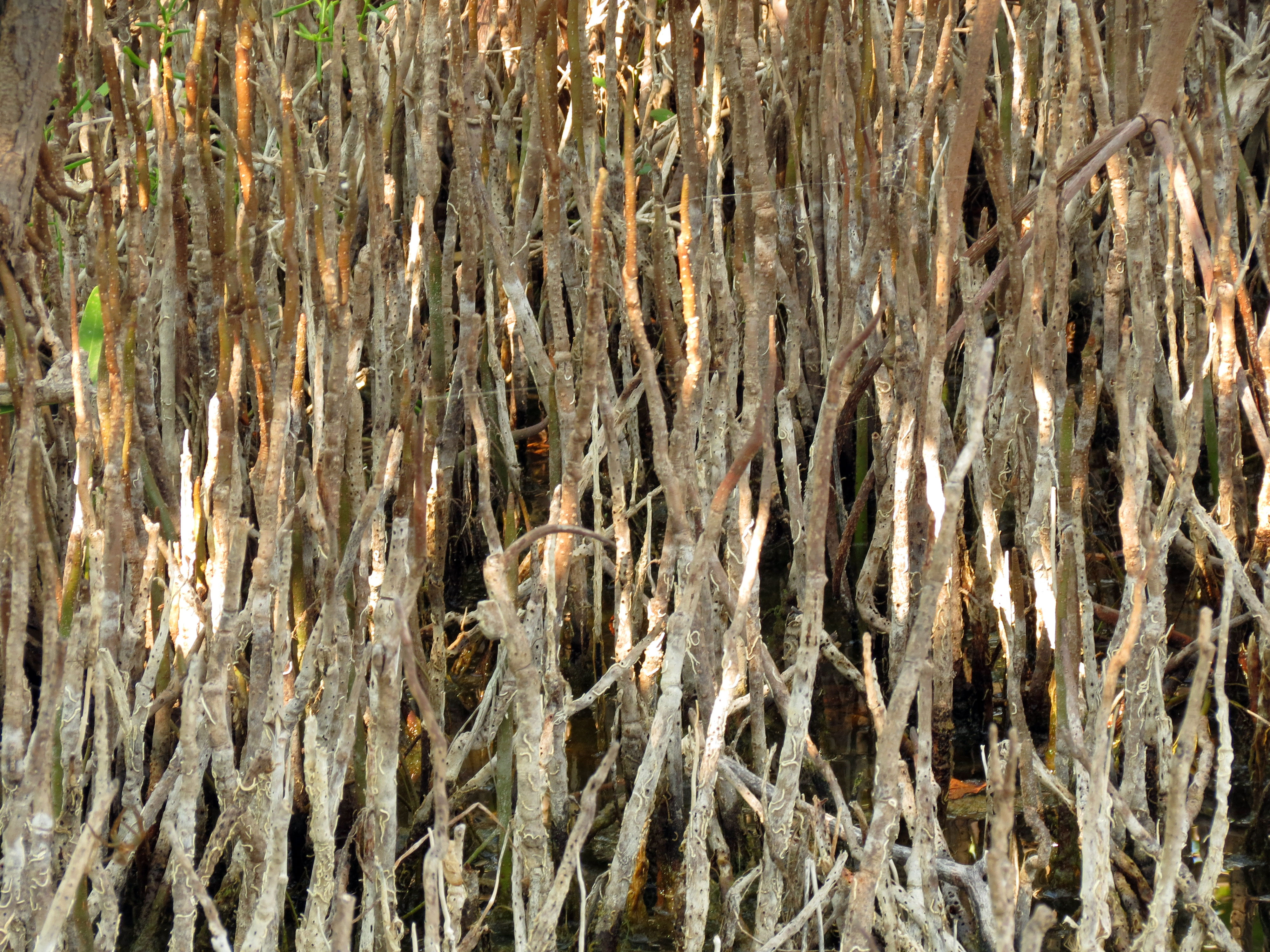
Luchtwortels